# Železniční doprava v Lichtenštejnsku

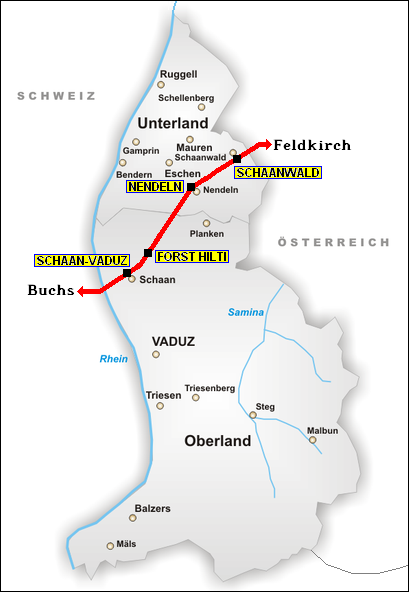
Železniční trať se čtyřmi stanicemi v Lichtenštejnsku

Železniční síť v Lichtenštejnsku je obsluhována Rakouskými spolkovými drahami, protože žádný národní dopravce v této zemi s rozlohou 160 km² neexistuje. Je to poněkud zvláštní, protože ve většině důležitých věcí se většinou Lichtenštejnsko obrací na Švýcarsko – na území Lichtenštejnska platí švýcarský frank, území chrání švýcarská armáda.

## Charakteristika
Železniční systém Lichtenštejnska se skládá z jediné dráhy, která spojuje železniční stanice Feldkirch v Rakousku a Buchs v kantonu St. Gallen ve Švýcarsku. Délka je 18 km, z čehož 9,5 km vede územím Lichtenštejnska. Trať má normální rozchod a do provozu byla uvedena v roce 1872. Roku 1926 byla elektrifikována. Používá standardní napájecí systém obou alpských zemí (15 kV, 16,7 Hz).

## Stanice
V Lichtenštejnsku se nachází 4 stanice, resp. zastávky:
- Schaan - Vaduz
- Forst Hilti
- Nendeln
- Schaanwald

Většinu veřejné dopravy v Lichtenštejnsku zajišťují autobusy a vlaky slouží spíše jen jako spojnice Rakouska a Švýcarska.